# División de Honor femenina de rugby 2019-20
La División de Honor femenina de rugby 2019-20 (o Liga Iberdrola de Rugby 2019-20, a causa del patrocinio) es la novena temporada de la máxima categoría del rugby femenino en España.
En esta temporada se incorporó a la división de honor tras su ascenso el Crealia El Salvador.

## Equipos participantes
| Equipo                      | Ciudad                              | Estadio                    |
| --------------------------- | ----------------------------------- | -------------------------- |
| Corteva Cocos Rugby         | Sevilla (Sevilla)                   | I.D La Cartuja             |
| CRAT Universidade da Coruña | La Coruña                           | Acea da Ama                |
| C.R. Majadahonda            | Majadahonda (Madrid)                | Valle del Arcipreste       |
| INEF L'Hospitalet           | Hospitalet de Llobregat (Barcelona) | Feixa Llarga               |
| CR Complutense Cisneros     | Madrid                              | Estadio Central            |
| XV Sanse Scrum              | San Sebastián de los Reyes (Madrid) | Polideportivo Dehesa Boyal |
| Olímpico de Pozuelo R. C.   | Pozuelo de Alarcón (Madrid)         | Valle de las Cañas         |
| Crealia El Salvador         | Valladolid                          | Estadio Pepe Rojo          |

## Clasificación
|                                                                 | Equipo                    | J  | G  | E | P  | PF  | PC  | DP   | EF | EC | BO | BD | Puntos |
| --------------------------------------------------------------- | ------------------------- | -- | -- | - | -- | --- | --- | ---- | -- | -- | -- | -- | ------ |
| 1                                                               | Corteva Cocos Rugby       | 14 | 11 | 0 | 3  | 342 | 158 | 184  | 52 | 22 | 6  | 2  | 52     |
| 2                                                               | C.R. Majadahonda          | 14 | 10 | 1 | 3  | 393 | 227 | 166  | 60 | 32 | 5  | 1  | 48     |
| 3                                                               | CR Complutense Cisneros   | 14 | 9  | 0 | 5  | 335 | 237 | 98   | 55 | 36 | 5  | 3  | 44     |
| 4                                                               | Sanse Scrum RC            | 14 | 9  | 1 | 4  | 291 | 201 | 90   | 43 | 33 | 5  | 1  | 44     |
| 5                                                               | CRAT Residencia RIALTA    | 14 | 8  | 2 | 4  | 435 | 223 | 212  | 69 | 31 | 5  | 3  | 44     |
| 6                                                               | Olímpico de Pozuelo R. C. | 14 | 4  | 0 | 10 | 214 | 318 | -104 | 34 | 52 | 2  | 0  | 18     |
| 7                                                               | INEF L'Hospitalet         | 14 | 2  | 0 | 12 | 170 | 418 | -248 | 27 | 68 | 1  | 2  | 11     |
| 8                                                               | Crealia El Salvador       | 14 | 1  | 0 | 13 | 125 | 523 | -398 | 20 | 86 | 0  | 1  | 5      |
| Fuente: Federación Española de Rugby (actualización automática) |                           |    |    |   |    |     |     |      |    |    |    |    |        |